# CCTV央视台球频道
中国中央电视台央视台球频道，是中华人民共和国电视广播史上第一个台球专业频道，全天24小时播出。
2020年1月1日4:00，本频道与中国中央电视台其余12套付费频道的高清版本正式上星播出；标清版本至同年6月29日4:00停播。

## 栏目
- 聊聊檯球那些事‍
- 赛场直击
- 玩转小球‍
- 檯球风云